# فرحه ابن مسیر (روستا)
 فرحه ابن مسیر  (در عربی:  فَرحَة ابن مَسیر )
نام روستایی است در دهستان فَروَة از توابع استان صَعده در کشور یمن در شبه جزیره عربستان.

## جمعیت
جمعیت آن (۸۰ ) نفر (۷ خانوار) می‌باشد.